# Canthium scandens
Canthium scandens är en måreväxtart som beskrevs av Carl Ludwig von Blume. Canthium scandens ingår i släktet Canthium och familjen måreväxter.
Artens utbredningsområde är Java. Inga underarter finns listade i Catalogue of Life.